# Polhemsmonumentet

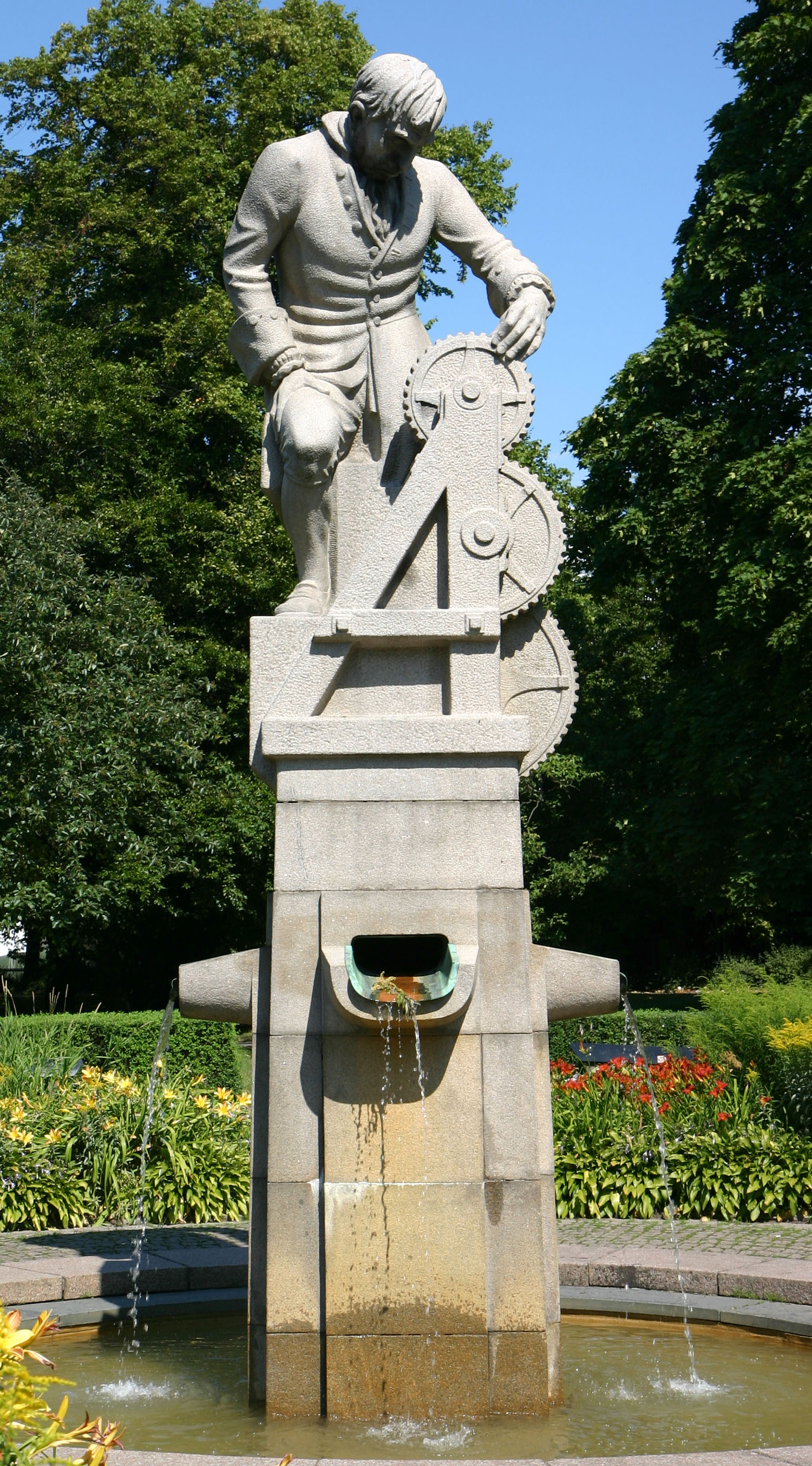
Polhemsmonumentet.

Polhemsmonumentet är en staty i bohuslänsk granit, utförd av Ivar Johnsson, som avbildar Christopher Polhem. Vatten flödar ur konstverkets inre åt tre håll. Det avtäcktes den 17 maj 1952 på 200-årsdagen efter uppfinnarens död i Nya Allén i Göteborg och hade skänkts till staden av 98 olika industriföretag.
På minnesplattan finns följande inskription:
Till minnet av Christopher Polhem, den svenska mekanikens fader, reste industrier i Göteborg detta monument 1951 tvåhundra år efter hans död. Samtida och kommande släkten skall det erinra om industriens växande betydelse såsom skapare av underlaget för allmänt höjt välstånd och rikare kulturliv.